# Weißer Stör
Der Weiße Stör (Sinosturio transmontanus, Synonym: Acipenser transmontanus) ist eine Fischart aus der Familie der Störe (Acipenseridae) und kommt an der Pazifikküste Nordamerikas vom Golf von Alaska bis auf die Höhe von Monterey (Kalifornien) vor. Vom Menschen wurde er in den unteren Colorado River eingesetzt. Auch in Italien und Deutschland wurde er gezüchtet.

## Merkmale
Der Weiße Stör erreicht eine Durchschnittslänge von 2,10 Metern, das größte gefangene Exemplar war 6,10 Meter lang bei einem Gewicht von 816 kg. Das höchste bekannt gewordene Alter liegt bei 104 Jahren. Seine Farbe ist grauweiß bis bräunlich auf der Oberseite, die Unterseite ist fahler, die Flossen grau. Die laterale Knochenplattenreihe besteht aus 38 bis 48 Knochenplatten. Die dorsale Knochenplattenreihe endet mit der Rückenflosse. Charakteristisch für die Art sind zwei Reihen von vier bis acht Knochenplatten entlang der Mittellinie zwischen Anus und Afterflosse. Die vier Barteln stehen üblicherweise näher zur Spitze des Rostrums als zum Maul. 
Flossenformel: Dorsale 44–48, Anale 28–31.

## Lebensweise
Der Weiße Stör verbringt die meiste Zeit boden- und küstennah im Meer. Er geht auch in Flussmündungen und große Flüsse und wandert weit die Flüsse hinauf, um zu laichen, unter anderem im Stromgebiet des Columbia River nach Montana, wahrscheinlich auch in den Shasta Lake. Bis zu einer Länge von einem halben Meter ernähren sich die Fische vor allem von  Zuckmückenlarven, daneben auch von kleinen Krebstieren, anderen Insekten und Weichtieren. Größere Störe fressen Fische. Vor dem Ablaichen im Frühjahr stellen sie die Nahrungsaufnahme ein. 

## Nutzung und Gefährdung
Das Fleisch des Weißen Störs gilt als ausgezeichnet. Es wird frisch, geräuchert oder gefroren vermarktet, die Eier als Kaviar verkauft. Bis ins späte 18. Jahrhundert wurde die Schwimmblase als Hausenblase genutzt sowie zur Herstellung von Gelatine verwendet. Die IUCN stuft die Art als nicht gefährdet ein. Sie unterliegt jedoch dem Schutz des Washingtoner Artenschutzübereinkommens, wo sie im Anhang II aufgeführt ist.
Der Weiße Stör wird wie der Russische Stör (Huso gueldenstaedtii) vom White sturgeon epivirus (veraltet: White Sturgeon Iridovirus, WSIV) parasitiert.